# Arthur Walsh (politiker)

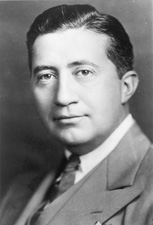
Arthur Walsh

Arthur Walsh, född 26 februari 1896 i Newark, New Jersey, död 13 december 1947 i New York, New York, var en amerikansk demokratisk politiker. Han representerade delstaten New Jersey i USA:s senat 1943-1944.
Walsh studerade vid New York University. Han var sedan verksam som violinist och affärsman. Han deltog i första världskriget i USA:s marinkår. Han var elektor för Franklin D. Roosevelt i presidentvalet i USA 1940.
Senator William Warren Barbour avled 1943 i ämbetet. Walsh blev utnämnd till senaten fram till fyllnadsvalet följande år. Han kandiderade inte i fyllnadsvalet och efterträddes i december 1944 som senator av Howard Alexander Smith.
Walsh var katolik av irländsk härkomst. Hans grav finns på Gate of Heaven Cemetery i East Hanover.